# John L. Flannery
John L. Flannery, född 1962, är en amerikansk företagsledare som var vd för det multinationella konglomeratet General Electric Company mellan augusti 2017 och Oktober 2018. Han efterträdde Jeffrey R. Immelt på positionen. Flannery började  hos GE 1987 och har haft chefsbefattningar för bland annat företagsförvärv och -omstruktureringar och lett dotterbolag i Argentina, Chile, Indien och i övriga Asien-Stillahavsregionen. Innan han blev vd för koncernen var han högste chef för GE Healthcare.
Han avlade en kandidatexamen i finans vid Fairfield University och en master of business administration vid Wharton School.